# Liên Xô chiếm đóng Bessarabia và Bắc Bukovina
Liên Xô chiếm đóng Bessarabia và Bắc Bukovina là việc tiến chiếm vùng Bessarabia, Bắc Bukovina, và vùng Hertza (các vùng này từng thuộc Đế chế Nga, sau đó Vương quốc Romania chiếm giữ từ năm 1918) bởi Hồng quân trong thời gian 28 tháng 6 – 4 tháng 7 năm 1940. Những khu vực này, với một lãnh thổ tổng cộng là 50.762 km2 (19.599 dặm vuông Anh) và với dân số 3.776.309 người sau đó được sáp nhập vào Liên Xô.
Việc sáp nhập diễn ra khá suôn sẻ vì quân đội Rumani được lệnh rút đi mà không kháng cự. Trong sách báo Nga, chiến dịch này còn được gọi là Chiến dịch giải phóng Bessarabia và Bắc Bukovina, bởi người Nga khẳng định họ có chủ quyền hợp pháp ở đây kể từ thời Đế chế Nga, sự chiếm đóng năm 1918 của Romania là bất hợp pháp.

## Bối cảnh
Năm 1812, theo Hiệp ước Bucharest giữa Đế chế Ottoman (trong đó Moldavia là một chư hầu) và Đế chế Nga, Đế chế Ottoman nhượng nửa phía đông Công quốc Moldavia, dọc Khotyn và Bessarabia cũ (Budjak hiện đại), dù có nhiều cuộc phản đối của người Moldavia.
Sau Cách mạng Nga năm 1917, một nghị viện Bessarabia, Sfatul Ţării, được bầu vào tháng 10 tháng 11 năm 1917 và khai mạc ngày 3 tháng 12 năm 1917 hoặc 21 tháng 11 năm 1917 theo lịch cũ, tuyên bố nhà nước Cộng hoà Dân chủ Moldavia (15 tháng 12, hay 2 tháng 12 năm 1917) trực thuộc nhà nước liên bang Nga, và thành lập chính phủ của họ (21 tháng 12 hay 8 tháng 12 năm 1917).
Trong các diễn biến tiếp theo của Nội chiến Nga, nhiều vùng tại Ucraina rơi vào tay Bạch Vệ, Bessarabia bị chia cắt với chính quyền trung ương Nga. Trong hoàn cảnh đó, Bessarabia tuyên bố tự trị (6 tháng 2 hay 24 tháng 1 năm 1918). Ngay sau đó, Quân đội Romania tiến vào trong vùng nhằm đối phó với một nỗ lực phản kháng của người dân địa phương với sự lãnh đạo của Đảng Bolshevik. Khi đó chính quyền Nga Xô viết đang bận đối phó với các lực lượng Bạch vệ trong Nội chiến Nga nên không thể đem quân bảo vệ Bessarabia. Khi biết sẽ không nhận được sự hỗ trợ, đầu tháng 1, Sfatul Ţării quyết định với 86 phiếu thuận và 3 phiếu chống và 36 phiếu trắng, sáp nhập Bessarabia vào Vương quốc Romania, với điều kiện thực hiện cải ruộng đất, tự trị địa phương, và tôn trọng các quyền tín ngưỡng. Nhưng các điều kiện bị huỷ bỏ sau khi Bukovina và Transilvania cũng gia nhập Vương quốc Romania. Theo nhà sử học Hoa Kỳ Charles King, trong hoàn cảnh quân đội Rumani khi đó đã đóng sẵn ở trong Chişinău, máy bay Rumani bay quanh hội trường, và thủ tướng Rumani chờ sẵn trong phòng giải lao, nhiều đại biểu trong nghị viện Bessarabia đã không dám bỏ phiếu phản đối việc sáp nhập vào Romania hoặc chỉ bỏ phiếu trắng
Nước Nga Xô viết mới được thành lập, không công nhận quyền cai quản của Romania với Bessarabia. Liên Xô tuyên bố vùng này là lãnh thổ Liên Xô nằm dưới sự chiếm đóng bất hợp pháp của Romania. Chính phủ Hoa Kỳ cũng coi Bessarabia là một lãnh thổ bị chiếm đóng bởi Rumani chứ không phải lãnh thổ hợp pháp của họ, bất chấp quan hệ kinh tế giữa 2 nước này.
Nhiều người Bessarabia đã tiến hành nhiều cuộc nổi dậy chống lại chế độ Rumani (nổi dậy Khotyn, nổi dậy Bendery, nổi dậy Tatarbunary), tất cả đều bị đàn áp tàn bạo, nhiều nghìn người bị giết trong mỗi cuộc nổi dậy.

## Diễn biến
Liên Xô đã dự định sẽ tấn công và sáp nhập cả lãnh thổ Vương quốc Romania, nhưng chính phủ Romania, trả lời cho tối hậu thư của Liên Xô gửi ngày 26 tháng 6, đồng ý rút quân khỏi những lãnh thổ bị đòi hỏi để tránh một cuộc xung đột quân sự. Đức Quốc xã, mặc dù đã biết được ý định của Liên Xô tới Bessarabia qua Nghị định thư Phụ lục Bí mật thuộc Hiệp ước Xô-Đức ký 1939, đã được loan báo trước về tối hậu thư là ngày 24 tháng 6, nhưng họ không thông tin cho nhà cầm quyền Romania biết, họ cũng không có ý định giúp đỡ nước này. Việc bại trận của Pháp, một nước đảm bảo cho lãnh thổ Romania, vào ngày 22 tháng 6, được xem là một yếu tố quan trọng trong quyết định của Liên Xô đưa ra tối hậu thư.
Hai ngày sau, Chính phủ Romania đồng ý trao trả Bessarabia và ra lệnh cho binh sĩ tại đây rút đi. Trong cuộc rút quân, từ 28 Tháng 6 tới 3 tháng 7, những cảm tình viên của Liên Xô tại địa phương đã tấn công các lực lượng Rumani rút lui. Nhiều người thuộc các dân tộc thiểu số (người Do Thái, dân tộc Ukraine và những dân tộc khác) cũng tham gia vào các cuộc tấn công để đánh đuổi quân chiếm đóng Romania
Vào ngày 2 tháng 8 năm 1940, Cộng hòa Xã hội chủ nghĩa Xô Viết Moldavia được công bố là một nước cộng hòa của Liên Xô, bao gồm phần lớn Bessarabia, cũng như một phần của Cộng hòa Xã hội chủ nghĩa Xô Viết Moldavia tự trị, một nước cộng hòa tự trị của Cộng hòa Xã hội chủ nghĩa Xô Viết Ukrainia nằm ở bờ trái sông Dnister (bây giờ là Transnistria đã tuyên bố độc lập từ Moldova). Vùng Hertza (bây giờ là một huyện của Ukraina), và những vùng cư trú bởi đa số người Slav (Bắc Bukovina, Bắc và Nam Bessarabia) được nhập vào Ukrainia SSR.
Chính quyền Xô Viết tiến hành một loạt chiến dịch bắt giữ, trục xuất tới các khu cư trú mới, hoặc xử bắn những thành phần chống Xô viết hoặc cộng tác với Rumani. Người gốc Rumani và gốc Đức được gom lại và đưa trả về 2 nước này. Để tranh thủ sự ủng hộ của người dân, một phần lớn ngân sách năm 1941 được đầu tư cho các nhu cầu xã hội và văn hóa, với 20% phân bổ cho dịch vụ y tế, và 24% cho các chiến dịch giáo dục và xóa mù chữ. Trong khi các trường thần học tại Chişinău đã được đóng cửa, sáu tổ chức giáo dục đại học mới được tạo ra, trong đó có một nhạc viện và một Viện công nghệ. Hơn nữa, tiền lương của công nhân công nghiệp và nhân viên hành chính đã được tăng gấp 2-3 lần so với thời kỳ trước.
Vào thời điểm Bessarabia sáp nhập vào Liên Xô, nhiều cư dân Bessarabia đang lao động ở Romania và các nước khác. Sau khi biết quân Rumani đã rút khỏi và quê nhà đã sáp nhập vào Liên Xô, nhiều người bắt đầu cố gắng quay trở về quê hương, nhưng chính phủ Rumani thường ngăn cản điều này. Nhiều binh sĩ trong quân đội Rumani là người Bessarabia và họ đã đào ngũ. Vào ngày 30/8 tại Galati, quân Rumani nổ súng giết 600 người Bessarabia và làm nhiều người bị thương. Tại Iasi, chính phủ Rumani bắt giữ 5.000 người Bessarabia có ý định lên xe lửa quay về quê hương, sau đó trục xuất họ ra khỏi thành phố. Theo NKVD, tới ngày 26/7, 149.974 cư dân của Bessarabia đã trở về từ Romania..
Tháng 7 1941, quân đội Romania và Đức đã chiếm lại Bessarabia trong thời kỳ phe trục tấn công Liên Xô. Một nhà cầm quyền quân sự được thiết lập và những người dân gốc Do Thái hoặc bị giết tại chỗ hay cho đi đày tới Transnistria, nơi thêm một số người bị giết. Trong tháng 8 năm 1944, trong cuộc tấn công Jassy–Kishinev, nỗ lực của phe trục ở mặt trận phía Đông bị sụp đổ. Một cuộc đảo chính vua Michael vào ngày 23 tháng 8 năm 1944 làm cho quân đội Romania ngưng chống lại sự tiến tới của Liên Xô và nhập vào cuộc chiến chống nước Đức. Các lực lượng Liên Xô tiến từ Bessarabia vào Romania, bắt rất nhiều binh lính làm tù binh chiến tranh và tràn vào lãnh thổ Romania. Vào ngày 12 tháng 9 năm 1944, Romania ký ngưng chiến Moskva với Đồng minh. Cuộc ngưng chiến, cũng như là hòa ước sau đó vào năm 1947, khẳng định biên giới Liên Xô -Romania như hồi 1 tháng 1 năm 1941.
Bessarabia, Bắc Bukovina, và Hertza tiếp tục là một phần của Liên Xô cho tới khi Liên Xô tan rã 1991, khi họ trở thành một phần của nước độc lập mới Moldova và Ukraina. Trong tuyên bố độc lập của Moldova vào ngày 27 tháng 8 năm 1991, chính phủ Moldova lên án sự hình thành Moldavia SSR, cho đó là không có căn bản hợp pháp.